# 2 de novembro
2 de novembro é o 306.º dia do ano no calendário gregoriano (307.º em anos bissextos). Faltam 59 dias para acabar o ano.

## Eventos históricos

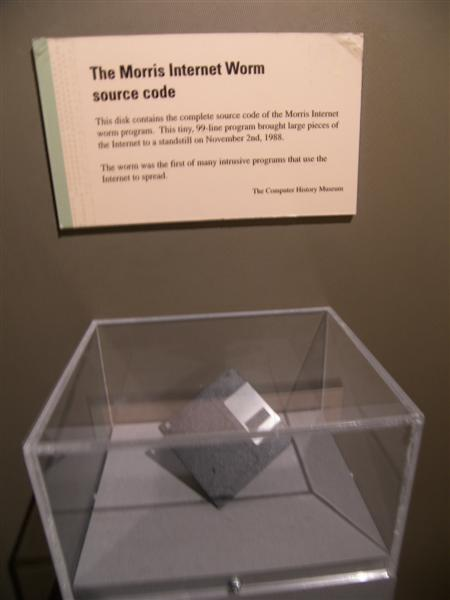
1988: Disquete contendo o código-fonte do Morris worm

- 0619 — Um Grão-cã do Grão-Canato Turco Ocidental é assassinado em um palácio chinês por rivais turcomanos orientais após a aprovação do imperador Gaozu de Tang.[1]
- 1410 — A Paz de Bicêtre suspende as hostilidades na Guerra civil dos Armagnacs e Borguinhões.
- 1795 — Criado o Diretório Francês, um governo revolucionário de cinco homens.
- 1868 — Fuso horário: a Nova Zelândia adota oficialmente um horário padrão para ser observado nacionalmente.
- 1882 — Um grande incêndio destrói grande parte do centro da cidade de Oulu na província de Oulu, Finlândia.
- 1899
  - Os bôeres começam seu cerco de 118 dias a Ladysmith, de propriedade britânica, durante a Segunda Guerra dos Bôeres.
  - Dakota do Norte e Dakota do Sul são admitidos como os 39º e 40º estados dos EUA.
- 1912 — O Reino da Bulgária derrota o Império Otomano na Batalha de Lule Burgas, a batalha mais sangrenta da Primeira Guerra Balcânica, que abre seu caminho para Constantinopla.
- 1914 — Primeira Guerra Mundial: o Império Russo declara guerra ao Império Otomano e o estreito de Dardanelos é posteriormente fechado.
- 1917
  - A Declaração Balfour proclama o apoio britânico ao "estabelecimento na Palestina de um lar nacional para o povo judeu" com o claro entendimento de que "nada poderá ser feito que possa prejudicar os direitos civis e religiosos das comunidades não judaicas existentes".
  - O Comitê Revolucionário Militar de Petrogrado, encarregado da preparação e execução da Revolução Russa, realiza sua primeira reunião.
- 1930 — Haile Selassie, nascido Tafari Makonnen, torna-se o 111.º imperador da Etiópia.
- 1940 — Segunda Guerra Mundial: Primeiro dia da Batalha de Elaia-Kalamas entre gregos e italianos.
- 1945 — República da Costa Rica e República da Libéria são admitidas como Estados-Membros da ONU.
- 1947 — Na Califórnia, o engenheiro aeronáutico Howard Hughes realiza o voo inaugural (e único) do Hughes H-4 Hercules (também conhecido como "Spruce Goose"), o maior avião de asa fixa já construído.
- 1949 — A Conferência da Mesa Redonda Holandesa-Indonésia termina com o Reino dos Países Baixos concordando em transferir a soberania das Índias Orientais Holandesas para os Estados Unidos da Indonésia (atual República da Indonésia).
- 1951 — Seis mil soldados britânicos chegam a Suez depois que o governo egípcio revoga o tratado anglo-egípcio de 1936.
- 1956
  - Revolução Húngara: Imre Nagy pede ajuda da ONU para a Hungria. Nikita Khrushchov se reúne com líderes de outros países comunistas para buscar seus conselhos sobre a situação na Hungria, escolhendo János Kádár como o próximo líder do país a conselho de Josip Broz Tito.
  - Crise de Suez: Israel ocupa a Faixa de Gaza.
- 1963 — O presidente sul-vietnamita Ngô Đình Diệm é assassinado após um golpe militar.
- 1964 — O rei Saud da Arábia Saudita é deposto por um golpe de família e substituído por seu meio-irmão Faisal.
- 1965 — Norman Morrison, um quaker de 31 anos, incendeia-se em frente à entrada do rio para o Pentágono para protestar contra o uso de napalm na guerra do Vietnã.[2]
- 1966 — A Lei de Ajuste Cubano entra em vigor, permitindo a 123 000 cubanos a oportunidade de solicitar residência permanente nos Estados Unidos.[3]
- 1986 — Crise dos reféns no Líbano: o refém norte-americano David Jacobsen é libertado em Beirute após 17 meses em cativeiro.[4]
- 1988 — Lançado, a partir do MIT, o Morris worm, o primeiro worm de computador distribuído na Internet a obter atenção significativa da mídia.
- 1997 — A tempestade tropical Linda atinge o Delta do Mekong, no Vietnã, causando mais de 3 000 mortes.[5]
- 2000 — A Expedição 1 chega à Estação Espacial Internacional para a primeira estadia de longa duração a bordo. Da época até hoje, a presença humana contínua no espaço na estação permanece ininterrupta.
- 2008 — Lewis Hamilton garantiu seu primeiro título no Campeonato de Pilotos de Fórmula 1 com um ponto de vantagem sobre Felipe Massa no Grande Prêmio do Brasil, após passar pelo quinto lugar contra a Toyota de Timo Glock na última volta da corrida.
- 2022 — É assinado um acordo de paz entre o Governo etíope e a Frente de Libertação do Povo Tigré, pondo fim à Guerra do Tigré.[6]

## Nascimentos

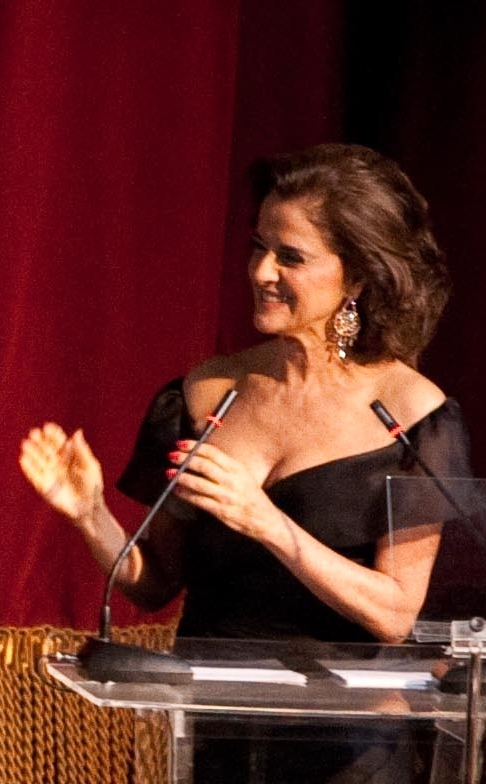
Marieta Severo

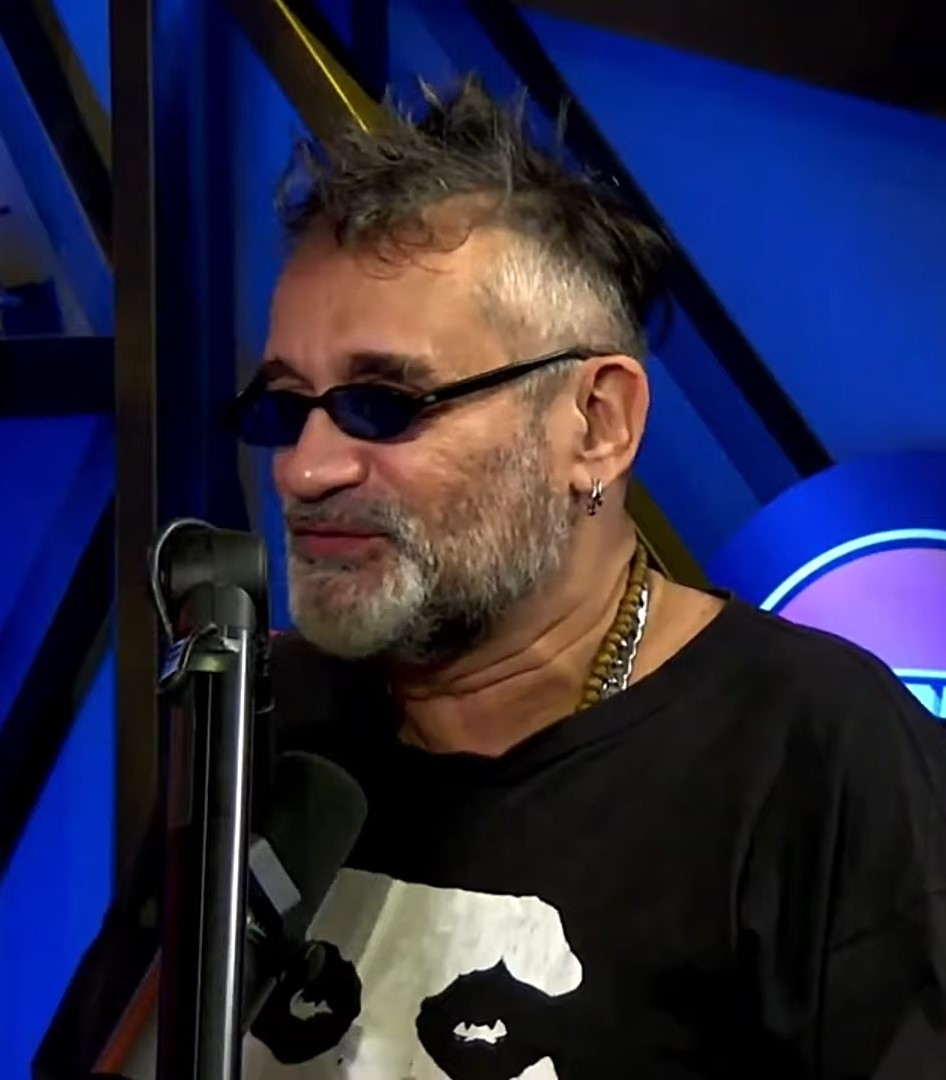
Régis Tadeu

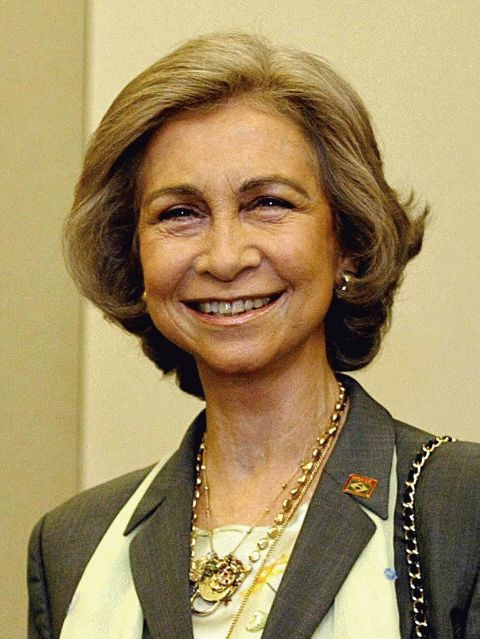
Sofia da Grécia

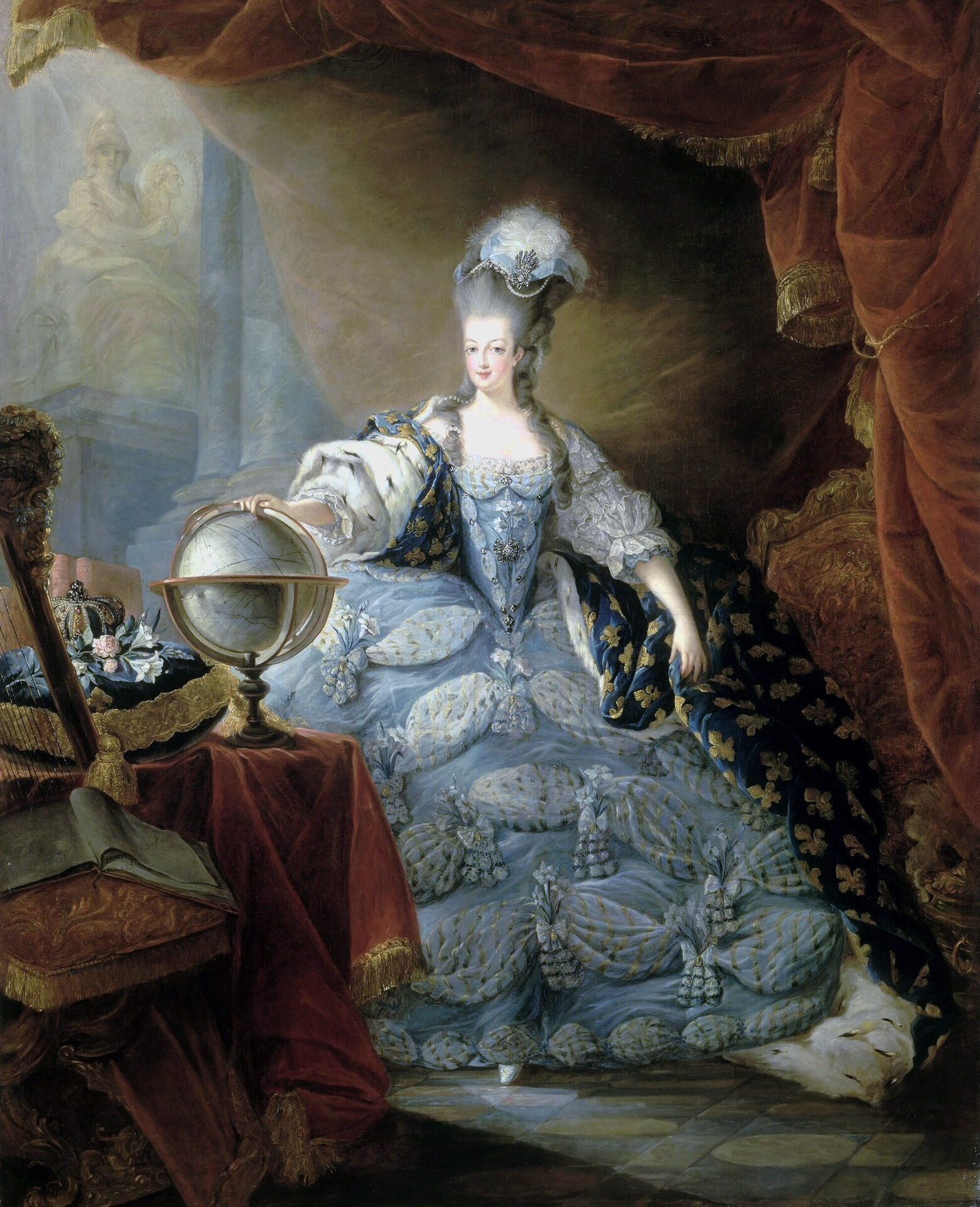
Maria Antonieta

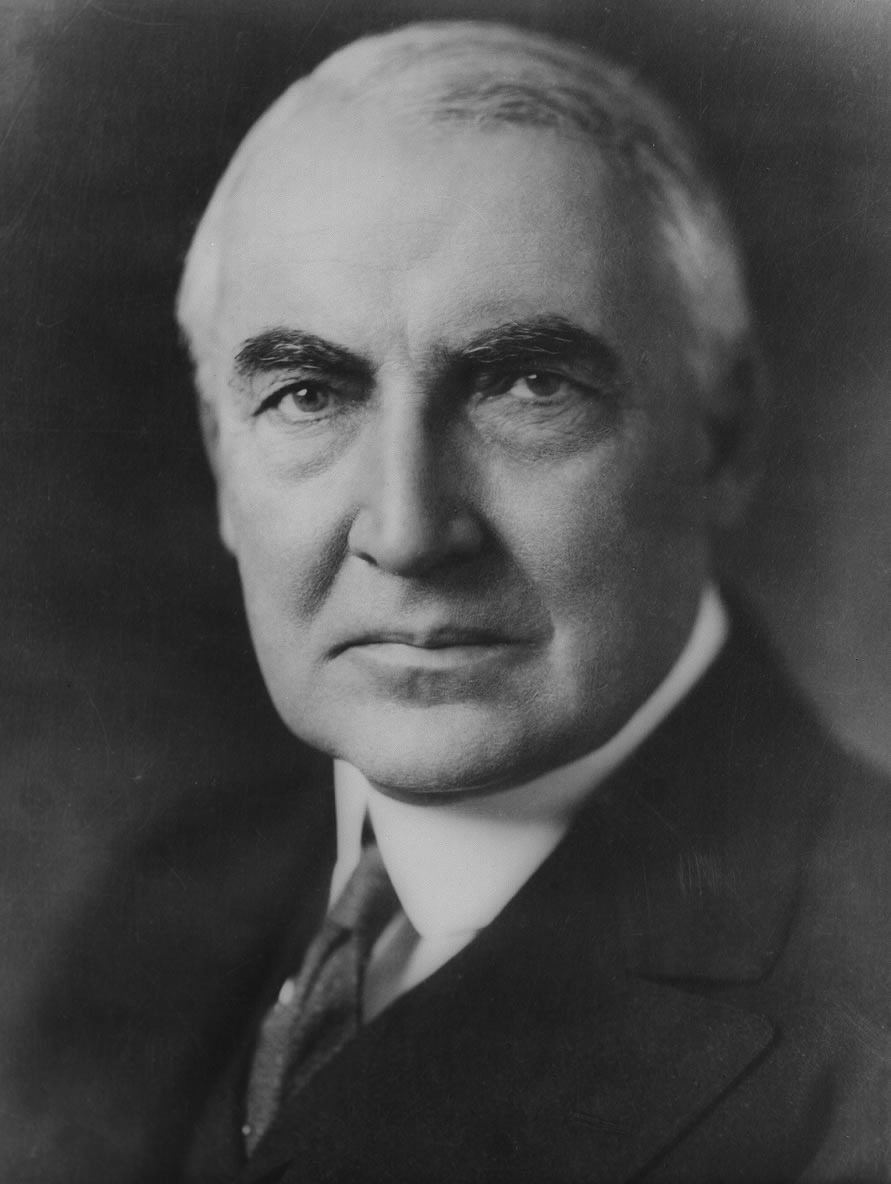
Warren G. Harding

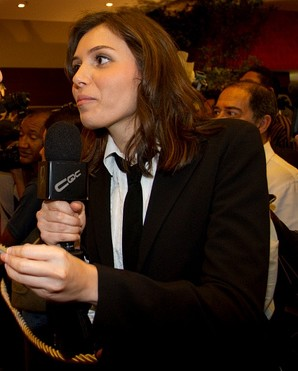
Monica Iozzi

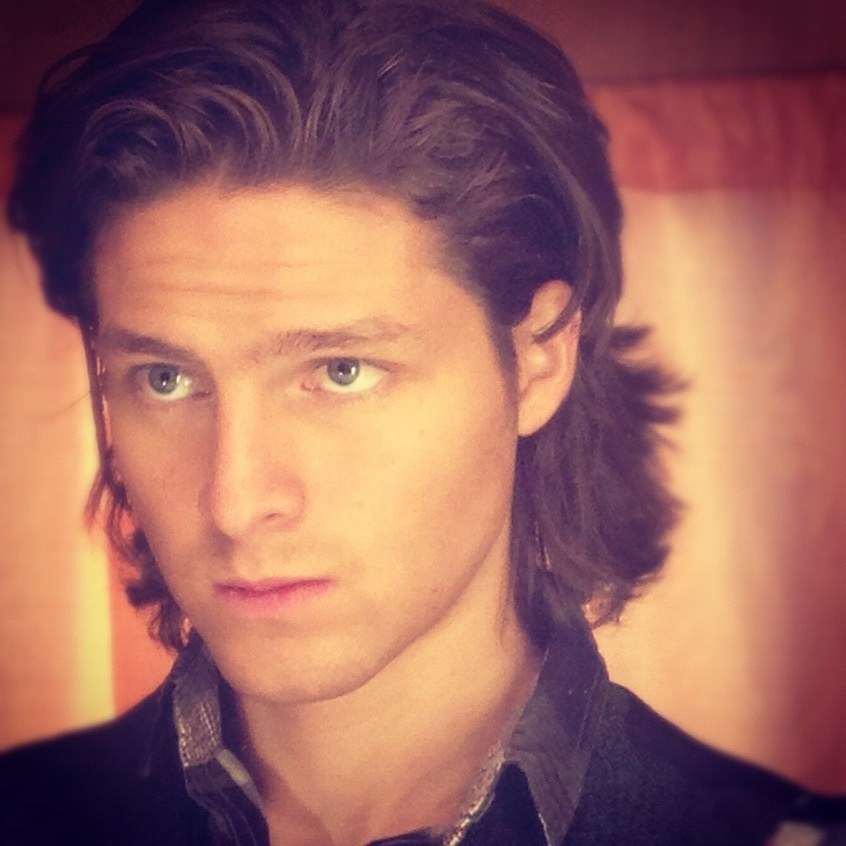
Eddy Vilard

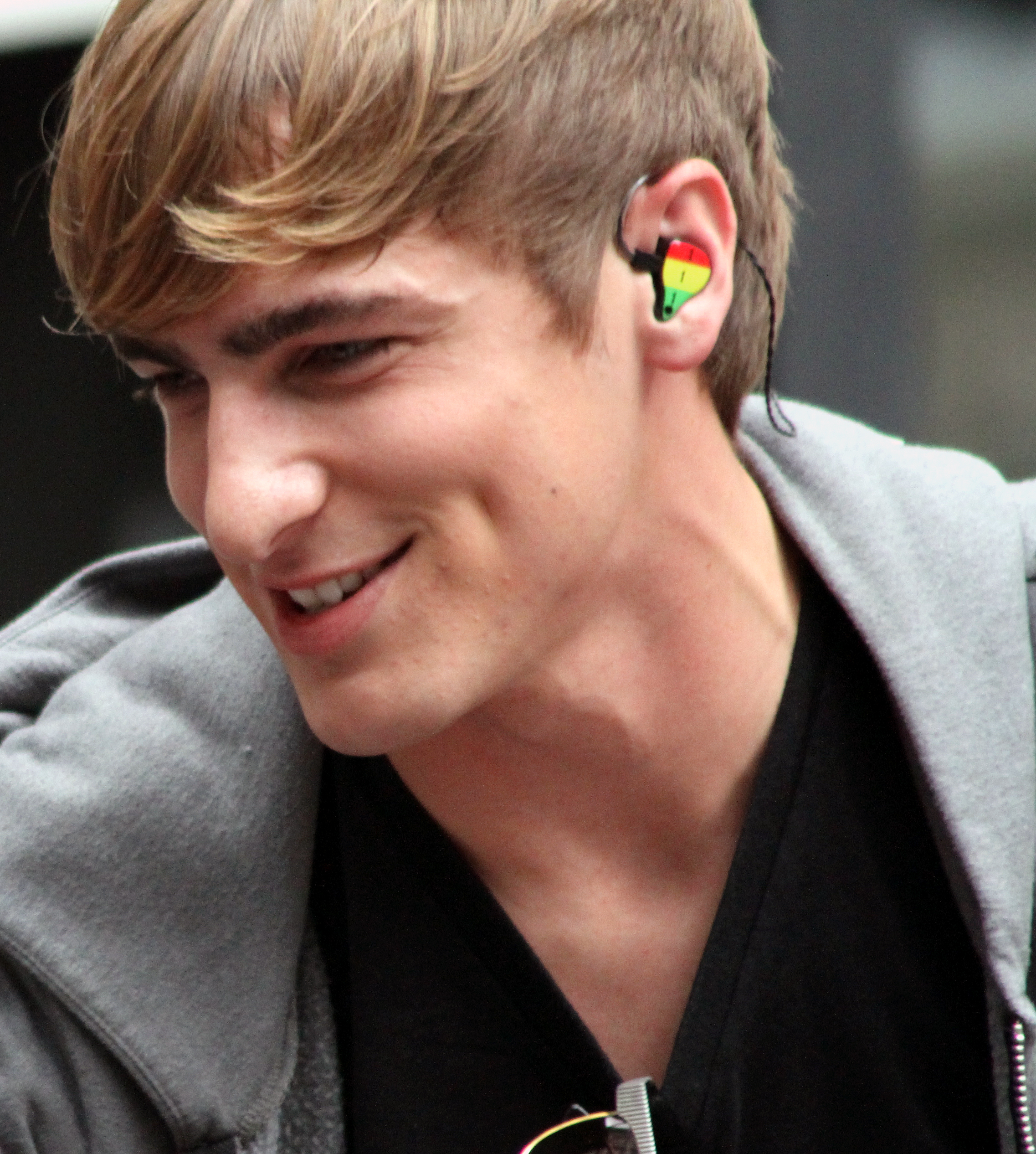
Kendall Schmidt

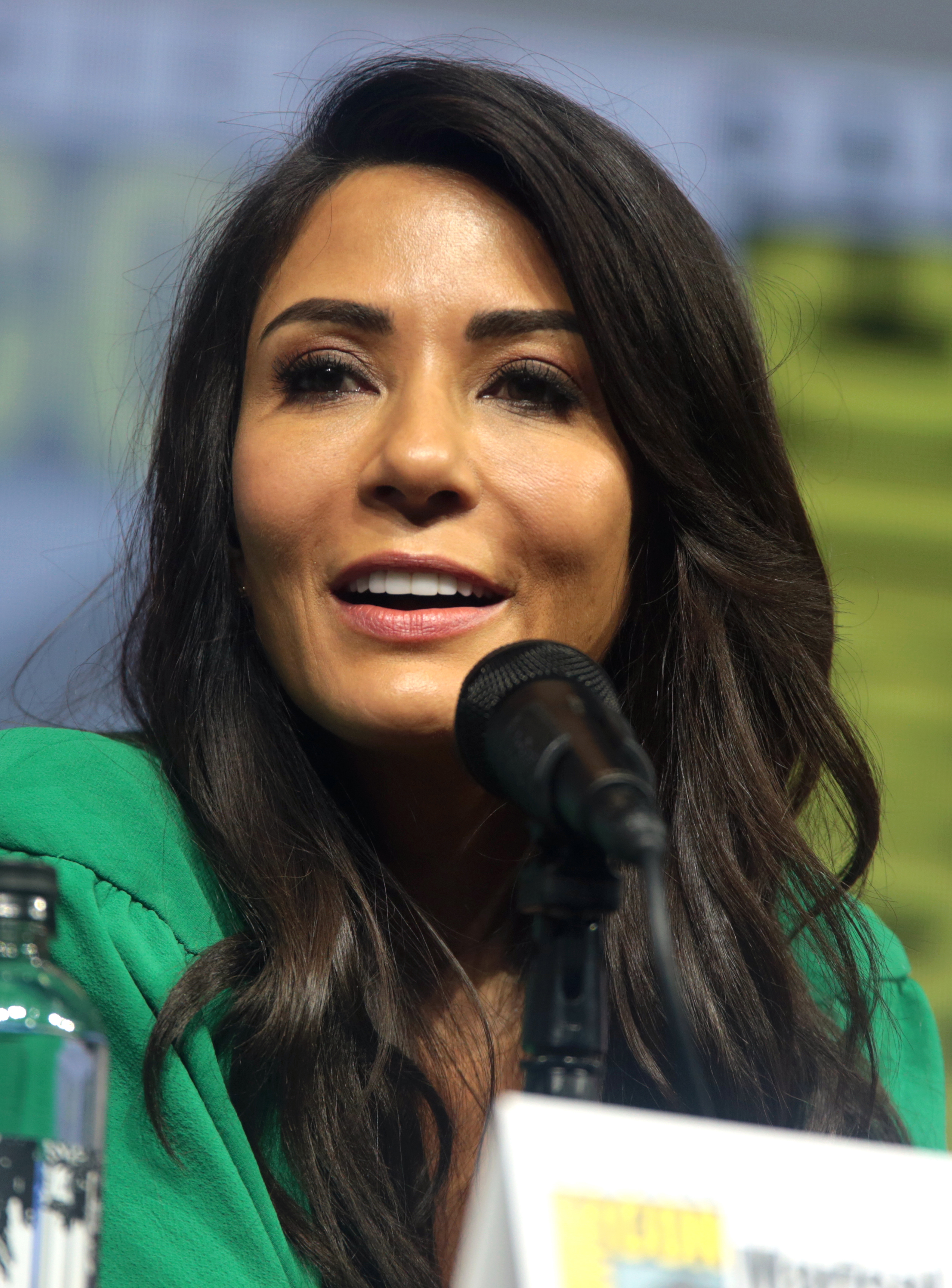
Marisol Nichols

### Anteriores ao século XIX
- 0682 — Omar II, califa omíada (m. 720).
- 1082 — Huizong, imperador chinês (m. 1135).
- 1154 — Constança da Sicília (m. 1198).
- 1287 — Nácer, sultão do Reino Nacérida de Granada (m. 1322).
- 1428 — Iolanda da Lorena, duquesa de Lorena e Bar (m. 1484).
- 1470 — Eduardo V de Inglaterra (m. 1483).
- 1475 — Ana de Iorque (m. 1511).
- 1534 — Leonor da Áustria, Duquesa de Mântua (m. 1594).
- 1570 — Lucas Bacmeister, o Jovem, teólogo luterano e historiador eclesiástico alemão (m. 1638).
- 1580 — Marco Aurelio Severino, cirurgião e anatomista italiano (m. 1656).
- 1667 — Jaime Luís Sobieski (m. 1737).
- 1699 — Jean-Baptiste-Siméon Chardin, pintor francês (m. 1779).
- 1709 — Ana, Princesa Real e Princesa de Orange (m. 1759).
- 1739 — Karl Ditters von Dittersdorf, compositor e violinista austríaco (m. 1799).
- 1753 — Margaret Caroline Leveson-Gower, Condessa de Carlisle (m. 1824).
- 1755 — Maria Antonieta, rainha da França (m. 1793).
- 1766 — Josef Wenzel Radetzky von Radetz, marechal de campo austríaco (m. 1858).
- 1767
  - Eduardo, Duque de Kent e Strathearn (m. 1820).
  - Vítor II, Príncipe de Anhalt-Bernburg-Schaumburg-Hoym (m. 1812).
- 1776 — Raimundo José da Cunha Matos, militar e historiador luso-brasileiro (m. 1837).
- 1785 — Carlos Ambrósio de Áustria-Este (m. 1809).
- 1795 — James K. Polk, político estadunidense (m. 1849).

### Século XIX
- 1815 — George Boole, matemático e filósofo britânico (m. 1854).
- 1820 — Ventura Ruiz Aguilera, poeta espanhol (m. 1881).
- 1838 — Adalbert Merx, teólogo e orientalista alemão (m. 1909).
- 1840 — Victorino de la Plaza, presidente argentino (m. 1919).
- 1844 — Maomé V Raxade, sultão otomano (m. 1918).
- 1854 — Isidor Gunsberg, enxadrista húngaro (m. 1930)
- 1861 — Brás do Amaral, médico e historiador brasileiro (m. 1949).
- 1865 — Warren G. Harding, político estadunidense (m. 1923).
- 1871 — Poul Heegaard, matemático dinamarquês (m. 1948).
- 1877
  - Claire McDowell, atriz estadunidense (m. 1966).
  - Teixeira de Pascoaes, poeta, escritor e filósofo português (m. 1952).
- 1879
  - Marion Jones Farquhar, tenista estadunidense (m. 1965).
  - Edward Pepper, ginasta britânico (m. 1960).
- 1884
  - Sigurd Johannes Savonius, inventor e arquiteto finlandês (m. 1931).
  - Cosme Damião, futebolista, treinador de futebol e jornalista português (m. 1947).
- 1890 — Yoshitsugu Saitō, militar japonês (m. 1944).
- 1891 — Helmuth Weidling, militar alemão (m. 1955).
- 1893 — Battista Pininfarina, designer e empresário italiano (m. 1966).
- 1894 — Alexander Lippisch, engenheiro alemão (m. 1976).

### Século XX

#### 1901—1950
- 1902 — Santos Iriarte, futebolista uruguaio (m. 1968).
- 1904 — Armando Del Debbio, futebolista e treinador de futebol brasileiro (m. 1984).
- 1905 — Georges Schehadé, dramaturgo e poeta libanês (m. 1989).
- 1906 — Luchino Visconti, diretor e escritor italiano (m. 1976).
- 1907 — Émile Stijnen, futebolista belga (m. 1997).
- 1911 — Odysséas Elýtis, poeta grego (m. 1996).
- 1913 — Burt Lancaster, ator estadunidense (m. 1994).
- 1914
  - Justinus Darmojuwono, religioso indonésio (m. 1994).
  - Ray Walston, ator estadunidense (m. 2001).
- 1915 — Wilhelm Piec, futebolista polonês (m. 1945).
- 1916
  - Violet Cliff, patinadora artística britânica (m. 2003).
  - Adriaan van Wijngaarden, matemático e cientista da computação neerlandês (m. 1987).
  - John Burnside, ativista e inventor estadunidense (m. 2008).
- 1917
  - José Perácio, futebolista brasileiro (m. 1977).
  - Ann Rutherford, atriz e cantora estadunidense (m. 2012).
- 1918 — Elemér Terták, patinador artístico húngaro (m. 1999).
- 1919 — Jorge de Sena, poeta e crítico literário português (m. 1978).
- 1924 — Rudy Van Gelder, engenheiro de som norte-americano (m. 2016).
- 1925 — Gretchen Merrill, patinadora artística estadunidense (m. 1965).
- 1927
  - Steve Ditko, desenhista e roteirista estadunidense (m. 2018).
  - Jef Van Der Linden, futebolista belga (m. 2008).
- 1928 — Vladimir Beara, futebolista e treinador de futebol croata (m. 2014).
- 1929
  - Richard Edward Taylor, físico canadense (m. 2018).
  - Muhammad Rafiq Tarar, jurista e político paquistanês (m. 2022).
  - Germain Derycke, ciclista belga (m. 1978).
- 1932
  - António Barbosa de Melo, jurista e político português (m. 2016).
  - Phil Woods, saxofonista estadunidense (m. 2015).
- 1934
  - Enrique Collar, ex-futebolista espanhol.
  - Ken Rosewall, ex-tenista australiano.
- 1937 — Aloys Jousten, bispo católico belga (m. 2021).
- 1938
  - Sofia da Grécia.
  - Pat Buchanan, político e jornalista norte-americano.
- 1939
  - Enrico Albertosi, ex-futebolista italiano.
  - Richard Serra, escultor estadunidense (m. 2024).
  - José Maria Eymael, político, empresário e advogado brasileiro.
- 1940
  - Panteley Dimitrov, futebolista búlgaro (m. 2001).
  - Ed Budde, jogador de futebol americano estadunidense (m. 2023).
- 1942
  - Stefanie Powers, atriz estadunidense.
  - Shere Hite, sexóloga e escritora teuto-americana (m. 2020).
- 1944
  - Keith Emerson, pianista e compositor britânico (m. 2016).
  - Patrice Chéreau, diretor, ator e produtor francês (m. 2013).
  - Michael Buffer, locutor e ator norte-americano.
- 1945 — Samuel Arday, treinador de futebol ganês (m. 2017).
- 1946
  - Marieta Severo, atriz brasileira.
  - Alan Jones, ex-automobilista australiano.
- 1947
  - Dave Pegg, músico britânico.
  - Miguel María Lasa, ex-ciclista espanhol.
  - Rodney Williams, político antiguano.
  - Allan Michaelsen, futebolista dinamarquês (m. 2016).
- 1948 — Dmitri Smirnov, compositor russo (m. 2020).
- 1949
  - José Luis Viejo, ciclista espanhol (m. 2014).
  - Alfred Riedl, futebolista e treinador de futebol austríaco (m. 2020).
- 1950
  - Ljubomir Ljubojević, enxadrista sérvio.
  - Filipe Zau, escritor, professor e compositor angolano.

#### 1951—2000
- 1952
  - Maxine Nightingale, cantora e compositora britânica.
  - Goetbé Edmond Djitangar, arcebispo chadiano.
- 1953 — Luís Filipe Menezes, político português.
- 1954 — Gary Yershon, compositor britânico.
- 1955
  - Peter Bossman, político e médico ganês-esloveno.
  - Mark Reynolds, velejador norte-americano.
- 1957
  - Carter Beauford, baterista estadunidense.
  - José Ribeiro, ex-futebolista português.
  - Lucien Favre, ex-futebolista e treinador de futebol suíço.
  - Michael Bailey Smith, ator e ex-fisiculturista norte-americano.
- 1959 — Saïd Aouita, ex-meio-fundista marroquino.
- 1960
  - Paul Martini, ex-patinador artístico canadense.
  - Rosalyn Fairbank, ex-tenista sul-africana.
  - Regis Tadeu, jornalista e crítico musical brasileiro.
- 1961
  - K.d. lang, atriz, cantora e compositora canadense.
  - Sigrid Kaag, política e diplomata neerlandesa.
- 1962 — Ron McGovney, músico estadunidense.
- 1963
  - Ines Diers, ex-nadadora alemã.
  - Borut Pahor, político esloveno.
  - Dragoljub Brnović, ex-futebolista montenegrino.
  - Hernâni Neves, ex-futebolista e ex-jogador de beach soccer português.
- 1964
  - Lauren Vélez, atriz estadunidense.
  - Desmond Armstrong, ex-futebolista estadunidense.
  - Olena Pakholchyk, velejadora ucraniana.
- 1965
  - Samuel Le Bihan, ator francês.
  - Paweł Adamowicz, advogado e político polonês (m. 2019).
- 1966
  - David Schwimmer, ator estadunidense.
  - Bernd Dreher, ex-futebolista alemão.
- 1967
  - Diego Bertie, ator peruano (m. 2022).
  - Zvonimir Soldo, ex-futebolista e treinador de futebol croata.
  - Luiz Antônio Simas, escritor, compositor e historiador brasileiro.
- 1969
  - Guilherme de Pádua, ator, criminoso e pastor brasileiro (m. 2022).
  - Reginald Arvizu, músico estadunidense.
- 1970 — Sharmell Sullivan, ex-lutadora profissional norte-americana.
- 1971 — Kang Chul, ex-futebolista sul-coreano.
- 1972
  - Darío Silva, ex-futebolista uruguaio.
  - Eva Henger, atriz e apresentadora de TV húngara.
  - Samantha Womack, atriz, diretora e cantora estadunidense.
  - Derlis Gómez, ex-futebolista paraguaio.
  - Phoebe Mills, ex-ginasta norte-americana.
  - Diego Cocca, ex-futebolista e treinador de futebol argentino.
- 1973
  - Marisol Nichols, atriz estadunidense.
  - Joachin Yaw Acheampong, ex-futebolista ganês.
- 1974
  - Sofia Polgar, enxadrista canadense.
  - Nelly, rapper estadunidense.
  - Prodigy, rapper estadunidense (m. 2017).
- 1975
  - Santiago Salazar, ex-futebolista peruano.
- 1976 — Daniel da Cruz Carvalho, ex-futebolista português.
- 1977
  - Randy Harrison, ator estadunidense.
  - Konstantinos Economidis, ex-tenista grego.
- 1978 — Christian Gyan, futebolista ganês (m. 2021).
- 1979
  - Martin Petráš, ex-futebolista eslovaco.
  - Marián Čišovský, futebolista eslovaco (m. 2020).
  - Tomáš Zdechovský, político, escritor e jornalista tcheco.
- 1980
  - Diego Lugano, ex-futebolista uruguaio.
  - Kennedy Bakircioglü, ex-futebolista sueco.
- 1981
  - Ai, cantora, compositora e rapper nipo-americana.
  - Tatiana Totmianina, patinadora artística russa.
  - Rafael Márquez Lugo, ex-futebolista mexicano.
  - Katharine Isabelle, atriz canadense.
  - Monica Iozzi, atriz, apresentadora e repórter brasileira.
  - Lisa Westerhof, velejadora neerlandesa.
- 1982 — Haidar Abdul-Amir, futebolista iraquiano.
- 1983
  - Andreas Bourani, cantor alemão.
  - Darren Young, lutador profissional norte-americano.
  - Cub Swanson, lutador norte-americano de artes marciais mistas.
- 1985 — Danny Amendola, jogador de futebol americano estadunidense.
- 1986
  - Héctor Barberá, motociclista espanhol.
  - Pablo Armero, ex-futebolista colombiano.
  - Marvin Sánchez, futebolista hondurenho.
- 1987 — Matej Beňuš, canoísta eslovaco.
- 1988
  - Julia Görges, ex-tenista alemã.
  - Eddy Vilard, ator mexicano.
- 1989
  - Stevan Jovetić, futebolista montenegrino.
  - Brayan Angulo, futebolista colombiano.
  - Vitolo Machín, futebolista espanhol.
- 1990
  - Kendall Schmidt, ator e cantor estadunidense.
  - Daniela Druncea, ex-ginasta e remadora romena.
  - Abeiku Quansah, futebolista ganês.
  - Thaís Melchior, atriz e modelo brasileira.
  - Helton Leite, futebolista brasileiro.
  - Elmar Gasimov, judoca azeri.
- 1992
  - Rémi Mulumba, futebolista congolês.
  - Marlon López, futebolista nicaraguense.
- 1993 — Edoardo Goldaniga, futebolista italiano.
- 1994 — Murodjon Akhmadaliev, pugilista uzbeque.
- 1995
  - Brandon Soo Hoo, ator estadunidense.
  - Rafael Vitti, ator brasileiro.
- 1996 — Jana Fett, tenista croata.
- 1998
  - Nadav Guedj, cantor franco-israelense.
  - Josh Wiggins, ator estadunidense.
- 1999 — Dylan Littlehales, paracanoísta australiano.
- 2000 — Alphonso Davies, futebolista canadense.

### Século XXI
- 2001 — Moisés Caicedo, futebolista equatoriano.

## Mortes

### Anteriores ao século XIX
- 0304 — Vitorino de Pettau, bispo esloveno (n. 250).
- 0472 — Olíbrio, imperador romano do Ocidente (n. 430).
- 0934 — Ema da França (n. 894).
- 1083 — Matilde de Flandres (n. 1031).
- 1148 — Malaquias de Armagh, santo irlandês (n. 1094).
- 1327 — Jaime II de Aragão (n. 1267).
- 1475 — Bartolomeo Colleoni, condotiero italiano (n. 1395).
- 1575 — Sabina de Brandemburgo-Ansbach, nobre alemã (n. 1529).
- 1610 — Richard Bancroft, arcebispo anglicano inglês (n. 1544).
- 1716 — Engelbert Kaempfer, médico e viajante alemão (n. 1651).
- 1788 — Mariana Vitória de Bragança, infanta portuguesa (n. 1768).
- 1798 — Charles De Wailly, arquiteto francês (n. 1730).

### Século XIX
- 1810 — Amélia do Reino Unido (n. 1783).
- 1897 — Rutherford Alcock, médico e diplomata britânico (n. 1809).

### Século XX
- 1950 — George Bernard Shaw, escritor irlandês (n. 1856).
- 1961 — James Thurber, humorista e escritor estadunidense (n. 1894).
- 1963 — Ngo Dinh Diem, político vietnamita (n. 1901).
- 1966
  - Peter Debye, físico e químico neerlandês (n. 1884).
  - Mississippi John Hurt, cantor, compositor e músico estadunidense (n. 1892).
- 1975 — Pier Paolo Pasolini, escritor, poeta e cinegrafista italiano (n. 1922).
- 1995 — Gabriel Urgebadze, monge e arquimandrita ortodoxo georgiano (n. 1929).
- 1998 — Jovelina Pérola Negra, cantora brasileira (n. 1944).
- 2000 — Simeon Simeonov, futebolista búlgaro (n. 1946).

### Século XXI
- 2004
  - Theo van Gogh, realizador de cinema neerlandês (n. 1957).
  - Zayed bin Sultan Al Nahayan, político emiradense (n. 1918).
- 2005 — Ferruccio Valcareggi, futebolista e treinador de futebol italiano (n. 1919).
- 2007
  - Alexandre Babo, dramaturgo, jornalista e escritor português (n. 1916).
  - Igor Moiseyev, coreógrafo russo (n. 1906).
- 2009 — Jorge Vargas, ator mexicano (n. 1941).
- 2010 — Andy Irons, surfista estadunidense (n. 1978).
- 2015 — Omar Hariri, político líbio (n. 1944).
- 2017 — Elson do Forrogode, cantor e compositor brasileiro (n. 1942)
- 2019 — Walter Mercado, astrólogo, escritor, dançarino e ator porto-riquenho (n. 1932).
- 2024 — Yumara Rodrigues, atriz, diretora e produtora de teatro brasileira (n. 1934).

## Feriados e eventos cíclicos

### Cristianismo
- Dia dos Fiéis Defuntos
- Gabriel Urgebadze

## Outros calendários
- No calendário romano era o 4.º dia  (IV) antes das nonas de novembro.
- No calendário litúrgico tem a letra dominical E para o dia da semana.
- No calendário gregoriano a epacta do dia é xx.